# 克利希苏布瓦
克利希苏布瓦（法語：Clichy-sous-Bois，法語發音：[kliʃi su bwa] ⓘ）是法国法兰西岛大区塞纳-圣但尼省的一个市镇，属于勒兰西区。

## 地理
克利希苏布瓦（48°54'33"N, 2°32'50"E）面积3.95 平方千米，位于法国法蘭西島大區塞纳-圣但尼省，该省份为法国北部内陆省份，毗邻巴黎。
与克利希苏布瓦接壤的市镇（或旧市镇、城区）包括：利夫里加尔冈、加尼、库布龙、蒙费梅伊、勒兰西。

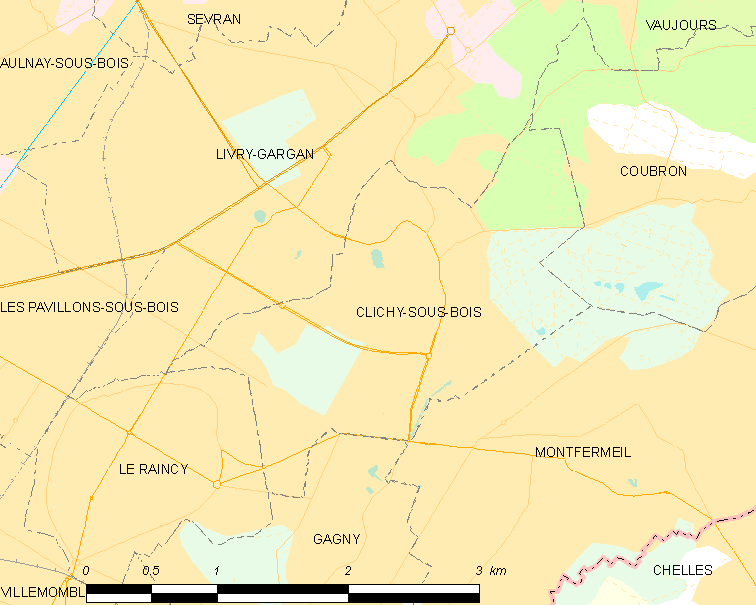
克利希苏布瓦的OSM定位图

克利希苏布瓦的时区为UTC+01:00、UTC+02:00（夏令时）。

## 行政
克利希苏布瓦的邮政编码为93390，INSEE市镇编码为93014。

## 政治
克利希苏布瓦所属的省级选区为利夫里加尔冈县。

## 人口

1962-2008年间克利希苏布瓦人口变化图示

克利希苏布瓦于2022年1月1日时的人口数量为29551人。